# Message (Entwurfsmuster)

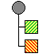
Symbol für Entwurfsmuster Message (Nachricht)

Message (von englisch message ‚Nachricht‘) ist ein Entwurfsmuster in der Softwarearchitektur und -entwicklung aus der Kategorie Nachrichtenaufbau (Message Construction) im Werk Enterprise Integration Patterns von Gregor Hohpe und Bobby Woolf.

## Erläuterung

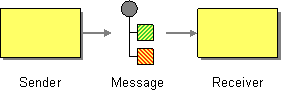
Übermitteln von Daten mit Hilfe einer Message (Nachricht)

Zwei separate Anwendungen, die per Nachrichtenübermittlung über einen, die beiden verbindenden, Nachrichtenkanal kommunizieren, können Informationen und Daten über eine, in einen Datensatz gepackte Nachricht (Message) austauschen. Eine Nachricht besteht dabei aus zwei Teilen:
- dem Header, der, unter anderem, die zu übertragenden Daten beschreibt, sowie den Ursprung und das Ziel der Nachricht enthält,
- dem Body, der die zu übertragenden Daten enthält.

## Grundlage weiterer Muster
Andere Entwurfsmuster wie Command Message, Document Message und Event Message verwenden das Entwurfsmuster Message um unterschiedliche Nachrichtenarten zu repräsentieren. Muss ein Datensatz aufgeteilt werden, weil er zu groß ist, können die Teile entsprechend dem Entwurfsmuster Message Sequence (Nachrichtenreihenfolge) als dann wiederum einzelne Nachrichten übermittelt werden, deren Header zusätzlich mit Informationen zur Festlegung der Reihenfolge versehen ist.

## Implementierungsbeispiel
Beispiel einer Implementierung in Java:
```
public
 
class
 
Message
 
implements
 
Serializable
 
{

    
private
 
final
 
MessageHeader
 
header
;

    
private
 
final
 
MessageBody
 
body
;

    
public
 
Message
 
(
MessageHeader
 
header
,
 
MessageBody
 
body
)
 
{

        
this
.
header
 
=
 
header
;

        
this
.
body
 
=
 
body
;

    
}

    
// ...

}

```

## Verwendungsbeispiel
In den folgenden Beispielen in Java wird die DSL von Apache Camel verwendet, das auf den Enterprise Integration Patterns basiert.

### Einzelne Nachricht
```
package
 
org.wikipedia.de.eip.message.construction
;

import static
 
java.lang.System.out
;

import
 
org.apache.camel.Message
;

import
 
org.apache.camel.builder.RouteBuilder
;

import
 
org.apache.camel.impl.DefaultCamelContext
;

class
 
SingleMessageSample
 
{

	
static
 
class
 
Data
 
{

		
String
 
info
 
=
 
"*** containing info ***"
;

	
}
 
// Data

	
private
 
static
 
final
 
DefaultCamelContext
 
cc
 
=
 
new
 
DefaultCamelContext
();

	
public
 
static
 
void
 
main
(
 
final
 
String
...
 
args
 
)
 
throws
 
Exception
 
{

		
final
 
Data
 
data
 
=
 
new
 
Data
();

		
cc
.
setName
(
 
"Single Message Sample"
 
);

		
cc
.
addRoutes
(
 
new
 
RouteBuilder
()
 
{

			
@Override

			
public
 
void
 
configure
()
 
{

				
from
(
 
"timer:start?repeatCount=1"
 
)
 
// EIP Sender

				    
.
log
(
 
"Sending..."
 
)

				    
.
process
().
message
(
 
m
 
->
 
m
.
setBody
(
 
data
 
)
 
)
 
// EIP Message

				    
.
process
().
message
(
 
m
 
->
 
print
(
 
"Send"
,
 
m
 
)
 
)

				    
.
to
(
 
"direct:receiver"
 
)
 
// EIP Receiver

				    
.
setId
(
 
"Sender"
 
);

				
from
(
 
"direct:receiver"
 
)
 
// EIP Receiver

				    
.
log
(
 
"Receiving..."
 
)

				    
.
process
().
message
(
 
m
 
->
 
print
(
 
"Receive"
,
 
m
 
)
 
)
 
// EIP Message

				    
.
setId
(
 
"Receiver"
 
);

			
}

		
}
 
);

		
cc
.
start
();

		
Thread
.
sleep
(
 
2000
 
);

		
cc
.
stop
();

		
cc
.
close
();

	
}
 
// main()

	
static
 
void
 
print
(
 
final
 
String
 
endpoint
,
 
final
 
Message
 
m
 
)
 
{

		
final
 
Data
 
data
 
=
 
m
.
getBody
(
 
Data
.
class
 
);
 
// Data packed in Message

		
out
.
printf
(
 
"%s %s: %s%n"
,
 
endpoint
,
 
m
,
 
data
.
info
 
);

	
}
 
// print()

}
 
// SingleMessageSample

```

#### Ausgabe
```
...
11:55:00.066 [Camel (Single Message Sample) thread #0 - timer://start] INFO  Sender - Sending...
Send Message: *** containing info ***
11:55:00.070 [Camel (Single Message Sample) thread #0 - timer://start] INFO  Receiver - Receiving...
Receive Message: *** containing info ***
...

```

### Multiple Nachrichten
```
package
 
org.wikipedia.de.eip.message.construction
;

import static
 
java.lang.System.out
;

import
 
java.util.Vector
;

import
 
org.apache.camel.Message
;

import
 
org.apache.camel.builder.RouteBuilder
;

import
 
org.apache.camel.impl.DefaultCamelContext
;

class
 
MultipleMessagesSample
 
{

	
static
 
class
 
Data
 
extends
 
Vector
<
String
>
 
{

		
Data
()
 
{

			
add
(
 
"*** 1st  info ***"
 
);

			
add
(
 
"*** 2nd  info ***"
 
);

			
add
(
 
"*** 3rd  info ***"
 
);

		
}

	
}
 
// Data

	
private
 
static
 
final
 
DefaultCamelContext
 
cc
 
=
 
new
 
DefaultCamelContext
();

	
public
 
static
 
void
 
main
(
 
final
 
String
...
 
args
 
)
 
throws
 
Exception
 
{

		
final
 
Data
 
data
 
=
 
new
 
Data
();

		
cc
.
setName
(
 
"Multiple Messages Sample"
 
);

		
cc
.
addRoutes
(
 
new
 
RouteBuilder
()
 
{

			
@Override

			
public
 
void
 
configure
()
 
{

				
onException
(
 
IndexOutOfBoundsException
.
class
 
)

				    
.
handled
(
 
true
 
)

				    
.
stop
();
 
// Übertragung wird nach dem letzten Element der Liste abgebrochen

				
from
(
 
"timer:start"
 
)
 
// EIP Sender

				    
// remove(i) löst eine IndexOutOfBoundsException aus wenn die Liste leer ist

				    
.
process
().
message
(
 
m
 
->
 
m
.
setBody
(
 
data
.
remove
(
 
0
 
)
 
)
 
)
 
// EIP Message

				    
.
log
(
 
"Sending..."
 
)

				    
.
process
().
message
(
 
m
 
->
 
print
(
 
"Sending"
,
 
m
 
)
 
)

				    
.
to
(
 
"direct:receiver"
 
)
 
// EIP Receiver

				    
.
setId
(
 
"Sender"
 
);

				
from
(
 
"direct:receiver"
 
)
 
// EIP Receiver

				    
.
log
(
 
"Receiving..."
 
)

				    
.
process
().
message
(
 
m
 
->
 
print
(
 
"Receiving"
,
 
m
 
)
 
)
 
// EIP Message

				    
.
setId
(
 
"Receiver"
 
);

			
}

		
}
 
);

		
cc
.
start
();

		
Thread
.
sleep
(
 
4000
 
);

		
cc
.
stop
();

		
cc
.
close
();

	
}
 
// main()

	
static
 
void
 
print
(
 
final
 
String
 
process
,
 
final
 
Message
 
m
 
)
 
{

		
final
 
String
 
data
 
=
 
(
String
)
 
m
.
getBody
();
 
// Data packed in Message

		
out
.
printf
(
 
"%s %s: %s%n"
,
 
process
,
 
m
,
 
data
 
);

	
}
 
// print()

}
 
// MultipleMessagesSample

```

#### Ausgabe
```
...
11:55:00.400 [Camel (Multiple Messages Sample) thread #0 - timer://start] INFO  Sender - Sending...
Sending Message: *** 1st  info ***
11:55:00.403 [Camel (Multiple Messages Sample) thread #0 - timer://start] INFO  Receiver - Receiving...
Receiving Message: *** 1st  info ***
11:55:00.396 [Camel (Multiple Messages Sample) thread #0 - timer://start] INFO  Sender - Sending...
Sending Message: *** 2nd  info ***
11:55:00.396 [Camel (Multiple Messages Sample) thread #0 - timer://start] INFO  Receiver - Receiving...
Receiving Message: *** 2nd  info ***
11:55:00.397 [Camel (Multiple Messages Sample) thread #0 - timer://start] INFO  Sender - Sending...
Sending Message: *** 3rd  info ***
11:55:00.397 [Camel (Multiple Messages Sample) thread #0 - timer://start] INFO  Receiver - Receiving...
Receiving Message: *** 3rd  info ***
...

```

## Verwandte Muster
Andere Muster aus der Kategorie Nachrichtenaufbau (Message Construction) sind Command Message, Document Message, Event Message, Request-Reply, Return Address, Correlation Identifier, Message Sequence, Message Expiration und Format Indicator.
Weitere verwandte Muster sind Canonical Data Model, Message Channel, Message Sequence.